# Нева (сад)
«Нева́» — сад в Красногвардейском районе Санкт-Петербурга (муниципальный округ Полюстрово). Ограничен шоссе Революции, Пискарёвским проспектом, Среднеохтинским проспектом и Полюстровским проспектом. Площадь сада составляет 11,19 га.

## История
На плане Санкт-Петербурга и окрестностей 1858 года авторства Чайского данный участок назван Садом Кушелева-Безбородко.
Сад был разбит в 1970 году. В 2000-е годы дальнейшем в связи со строительством Орловского тоннеля сад «Нева» планировалось уничтожить. На его месте по проекту должна была быть автомобильная развязка. В данный момент проект заморожен и, судя по благоустройству сада, если тоннель и построят, он будет иметь выход в другом месте.

## Описание
6 июня 2003 года в парке была открыта скульптурная композиция «Охтенка» (памятник финке-ингерманладке, коренной жительнице этих земель) (скульпторы В. Д. Свешников, Я. Я. Нейман и С. М. Короленко). На гранитном постаменте установлена бронзовая скульптура женщины-молочницы высотой 2,5 м, воплощающая строку А. С. Пушкина из первой главы «Евгения Онегина»:

Встает купец, идет разносчик,

На биржу тянется извозчик,

С кувшином охтенка спешит,

Под ней снег утренний хрустит.

В 2003—2007 годах на углу Среднеохтинского проспекта и шоссе Революции был построен торговый центр «Орловский». Он расположился практически вплотную к «Охтенке» и занял часть сада.
На углу шоссе Революции и Пискаревского проспекта находится шахта коллектора.
В 2013 году в саду были установлены скульптуры за авторством победителей конкурса, приуроченного к 310-летию Санкт-Петербурга.

## Фото
- Клумба-павлин в саду
- Торговый центр «Орловский»
- Охтенка-молочница